# Montalbán (municipalité)
Pour les articles homonymes, voir Montalbán (homonymie).
Montalbán est l'une des quatorze municipalités de l'État de Carabobo au Venezuela. Son chef-lieu est Montalbán. En 2011, la population s'élève à 24 908 habitants.

## Géographie

### Subdivisions
La municipalité est constituée d'une seule paroisse civile avec, à sa tête, sa capitale (entre parenthèses) :
- Montalbán (Montalbán).

## Personnalités
- Breyvic Valera (né en 1992), joueur de baseball vénézuélien